# (20980) 1981 ED16
A (20980) 1981 ED16 a Naprendszer kisbolygóövében található aszteroida. Schelte J. Bus fedezte fel 1981. március 1-jén.